# Älgsjövallen

Älgsjövallen är en svensk folkpark på Bjurberget, några mil norr om Torsby i Värmland. 
Älgsjövallen grundades 1958 och har vid flera tillfällen utnämnts till en av Sveriges vackraste folkparker.[källa behövs] Flera av Sveriges populäraste artister har gästat parken genom åren, bland andra Snoddas, Thore Skogman, Hep Stars, Laila Westersund, Jerry Williams, Herreys, Kikki Danielsson, Simons, Gyllene Tider, Carola Häggkvist, After Shave & Galenskaparna och Bobbysocks.
Parken hade sin storhetstid på 1960- och 1970-talen med flera tusen besökare per kväll. Publikrekordet på 4500 besökare sattes dock 1995 när Sven-Ingvars gästade parken. Älgsjövallen firade 50-årsjubileum sommaren 2008 med bland andra Rock-Ragge och Rock-Olga på scenen.